# Della Vittoria (Suburbio)
Koordinaten: 41° 57′ N, 12° 26′ ODella Vittoria ist ein Suburbio (Vorstadt) der italienischen Hauptstadt Rom. In der Verwaltung wird es mit S. XI abgekürzt und gehört zum Municipio XIV und XV. Der Name leitet sich vom Sieg im Ersten Weltkrieg her. Er liegt im Nordwesten der Stadt Rom, hatte 2016 34.091 Einwohner und eine Fläche von 6,1695 km².

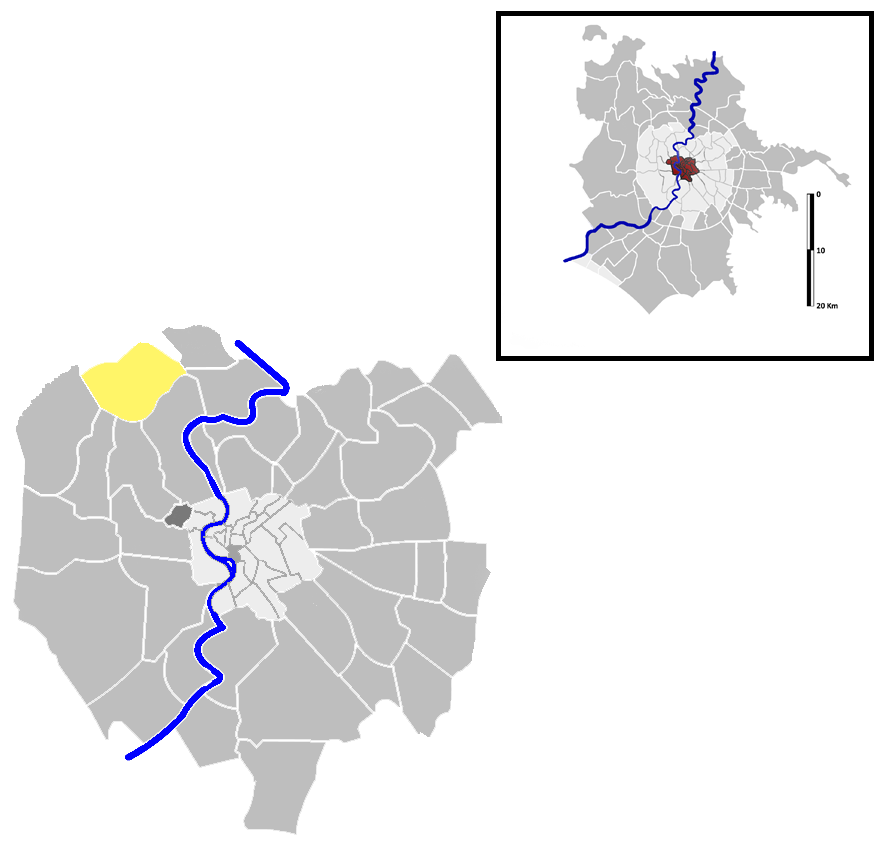
Lage des Suburbi in Rom

Im Norden grenzt er an den Zone Z. LIII Tomba di Nerone, im Nordosten an das Quartier Q. XVIII Tor di Quinto, im Süden an das Quartier Q. XV Della Vittoria und Q. XIV Trionfale und im Westen an das Quartier Q. XXVII Primavalle und das Suburbio S. XI Trionfale.
Der Suburbio wurde offiziell am 20. August 1921 unter der Bezeichnung S.XII Milvio gegründet, am 23. Mai 1935 in Della Victoria umbenannt und übernahm am 1. März 1954 wurde die Nummer S.XI übernommen, da das Suburbia Ostiense zum Quartier wurde.

## Sehenswürdigkeiten
- Nostra Signora di Guadalupe a Monte Mario
- Santa Rita da Cascia a Monte Mario
- San Gabriele arcangelo
- San Francesco d’Assisi a Monte Mario